# Pécsi Vera
Pécsi Vera (Budapest, 1950. április 22. – Budapest, 2023. április 21.) magyar közgazdász és gazdaságtörténész, a magyarországi gazdasági koncepciós perek szakértője, egyetemi oktató, a magyar demokratikus ellenzék tagja, a Tudományos Dolgozók Demokratikus Szakszervezete (TDDSZ) képviselője. A rendszerváltás után a Magyar Televízió szerkesztője, a Standard-per és a MAORT-per kutatója, dokumentumfilmes író és riporter.

## Oktató, kutató, közéleti és média munkák
1973-1995 Marx Károly (később Corvinus) Közgazdaságtudományi Egyetem, Gazdaságtörténeti Tanszék: tudományos munkatárs  
1988-1989 A Tudományos Dolgozók Demokratikus Szakszervezete (TDDSZ): képviselő (2 fotó felvétel van róla az OSA-ban) 
1988-1989 Magyar Televízió, m2-es csatorna Napzárta című műsor: szerkesztő, riporter 
1990 Standard elleni koncepciós perről szóló dokumentumfilm: forgatókönzvíró, kutató, narrátor 
1993-1994 Drót című gazdasági politikai műsor (Kóthy Judit, Baló György szerkesztőtársakkal): szerkesztő, riporter 
1994-1999 Magyar Televízió politikai, kulturális és művészeti műsoraiban: szerkesztő. Egy nyitott szellemiségű, kreatív alkotói csapat tagjaként, többek között Kóthy Judit, Déri János, Varga F. János és Baló György alkotótársaként, a rendszerváltás körüli években egyedülállóan színvonalas műsorokban dolgozott:
- Éjjeli Menedék c. adás
- Repeta c. adás
- Sulinet c. adás
- Magyarok Cselekedetei c. adás
- Mélyvíz c. adás

2000 A MAORT (Magyar-Amerikai Olajipari Részvénytársaság) elleni koncepciós perről szóló dokumentumfilm alkotója: gazdaságtörténeti kutató, szakértő

## Disszertációk, könyvek, tanulmányok
Pécsi Vera: Az állam gazdasági szerepének néhány vonása a II. világháború előtt (disszertáció, egyedi példány), 1975. 78 p. Corvinus Egyetem, Budapest. Központi raktár, Példányazonosító jelzet: 137974
Pécsi Vera - Pető Iván: A magyar gumiipar története. Budapest: Taurus Gumiipari Vállalat,  1982.  118 p. 
Vera Pécsi: A few problems of financing economic development in Hungary before 1945. In: Economic development in Hungary and in Finland, 1860-1939 / [ed. Tapani Mauranen], Helsinki: Institute of Economic and Social History, University of Helsinki, 1985. 253 p.
Válság, recesszió, társadalom: Az 1930-as és az 1970-1980-as évek összehasonlítása: Válogatott tanulmányok/ [szerk. Berend T. Iván, Knut Borchardt ; [ford. Halmos Károly, Kovács András, Pécsi Vera], Budapest: Közgazdasági és Jogi Könyvkiadó, 1987. 294 p.
Pécsi Vera: A Standard Villamossági Rt. története, 1900-1949, [1989], 151 p., 5. mell.; Gépirat. Fővárosi Szabó Ervin Könyvtár, Budapest Gyűjtemény. Jelzet: BQ 0910/581/2
Péteri György - Pécsi Vera: A Magyar Nemzeti Bank alapításának nemzetközi és belföldi előzményei. In: A Magyar Nemzeti Bank története I. Az Osztrák Nemzeti Banktól a Magyar Nemzeti Bankig 1816-1924. Szerk.: Bácskai Tamás. Budapest: Közgazdasági és Jogi Könyvkiadó, 1993. 6. rész. p. 501-585.
Vera Pécsi: Focal points in mass communication (Csomópontok a tömegkommunikációban. Antiszemita publikációk jegyzéke) [2001]. In: Antiszemita közbeszéd Magyarországon 2000-ben. Budapest: B'nai B'rith Első Budapesti Közösség, 2001.  p. 209-221. ISSN 1589-0619  
Vera Pécsi: The Standard Electric Trial. The Hungarian Quarterly, 2001, 42/162. p. 85–98., ISSN 1217-2545
Vera Pécsi: Chronology of the numerus clausus in Hungary. In: The numerus clausus in Hungary: studies on the first anti-Jewish law and academic anti-semitism in modern Central Europe. Budapest, Pasts Inc. Centre for Historical Research, History Department of the Central European University, 2012. p. 256-275.
A magyar gazdaság Európában. Függő függetlenség. = Élet és tudomány, 1981. (36. évf.) 13. p. 394-396.
A magyar gazdaság Európában. „Kiút” a háborúba. = Élet és tudomány, 1981. (36. évf.) 15. p. 468-469.  
Pécsi Vera és Pető András: Gazdasági koncepciós perek IV.: ha amerikai, akkor kém! = HVG, 1989. (11. évf.) 16. (517.) p. 59-61. 
Hogyan lett az állam mindenható tulajdonos? = Élet és tudomány, 1991. (46. évf.) 16. p. 490-492.  
Baklövés. Az állambiztonságiak esete Krassó Györggyel 1963-1964-ben. [Közreadta, bevezetővel és jegyzetekkel ellátta Pécsi Vera]. In: Évkönyv, 2000: Magyarország a jelenkorban / [közread. az] 1956-os Magyar Forradalom Történetének Dokumentációs és Kutatóintézete; [szerk. Kőrösi Zsuzsanna, Standeisky Éva, Rainer M. János], Kiadás: 8. (2000), Budapest: 1956-os Intézet, 2000, 486 p., 78-123.  
A nagy szanálás. Élet és Irodalom, 2008. november 21. p. 10-11. 
Utazás a Szovjetunióban. Élet és Irodalom, 2009. július 17. p. 13.  
Pécsi Vera szerk.: Budapesti szalámitaktika - a Magyar Gárda a Fővárosi Közgyűlés napirendjén. Élet és Irodalom, 2007. július 7.p. 8-9.  
Életútinterjú Oláh Gábornéval (1940-, vegyészmérnök, közgazdász). Készítette: Pécsi Vera és Hegedűs B. András, 1984. OSZK 1956-os Intézet - Oral History Archívum
Életútinterjú Baczoni Jenővel (1907–1996, tanár, közgazdász). Készítette: Pécsi Vera, 1986. OSZK 1956-os Intézet - Oral History Archívum 32. sz. 57. 
Életútinterjú Bácskai Tamással (1925–2007, közgazdász). Készítette: Pécsi Vera, 1987. OSZK 1956-os Intézet - Oral History Archívum 
Életútinterjú Pécsi Jánossal (1922-2003). Készítette: Pécsi Vera, 1985, hangfelvétel. OSZK, Oral History Archivum https://www.visszaemlekezesek.hu/oha?title=P%C3%A9csi&field_interview_regnumber_value=&body_value=

## Dokumentumfilmek
Pécsi Vera forgatókönyvíróként, szerkesztőként, riporterként és producerként három dokumentumfilmet alkotott. A kommunista hatalom által rendezett gazdasági koncepciós perek levéltári forrásait előásta, azokat értelmezve tárta fel a diktatúra működését. A túlélők és az áldozatok hozzátartozóinak megszólaltatásával, az őket ért jogsérelmek néven nevezésével ha elégtételt nem is, de igazságot szolgáltatott az áldozatoknak.
A Standard-ügy 1949-1989 Archiválva 2022. szeptember 27-i dátummal a Wayback Machine-ben (1990, dokumentumfilm, MTV m1, forgatókönyvíró: Pécsi Vera, 120 perc, NAVA ID: 844364)
Olaj, Olaj, olaj! Fejezetek a magyar kőolaj- és földgázipar történetéből 1-8. rész (1995-2007, dokumentumfilm, KLT Kulturális Kft., Forgatókönyvíró és riporter: Pécsi Vera) Online megnézhető az OSA Archivum youtube-csatornáján.
Aki hallja, aki nem hallja. Orsós Jakab portré (2002, dokumentumfilm, KLT Kulturális Kft., 73 perc, TV változat 57 perc, producer: Pécsi Vera